# Mikojan-Goerevitsj MiG-31
De Mikojan-Goerevitsj MiG-31 (Russisch: МиГ-31) (NAVO-codenaam: Foxhound) is een supersonisch onderscheppingsvliegtuig uit de jaren 1970 dat de voorgaande MiG-25 verving. Het toestel werd ontworpen door ontwerpbureau Mikojan en was het meest geavanceerde onderscheppingsvliegtuig van de Sovjet-Unie tot het uiteenvallen van de Sovjet-Unie in 1991.

MiG-31

## Geschiedenis
De voorgaande MiG-25 (Foxbat) was ontwikkeld om hoge snelheden te halen ten koste van andere capaciteiten. De wendbaarheid was slecht, het toestel vloog moeilijk op lage hoogten en de gulzige turbojets zorgden voor een kleine actieradius bij supersonische snelheden. Ook moesten die turbojets vervangen worden telkens als meer dan mach 3 was gevlogen. Uiteindelijk bleek de MiG-25 meer geschikt te zijn als verkenningsvliegtuig dan voor onderschepping.
De ontwikkeling van de vervanger resulteerde eerst in het prototype Ye-155MP dat op 16 september 1975 een eerste vlucht maakte. Hoewel het toestel uiterlijk op de MiG-25 leek was het een nieuw ontwerp. De structuur van het nieuwe toestel was sterker - er was 16% titanium en 33% aluminium gebruikt waar de voorganger nog voor 80% uit nikkel bestond - waardoor een hogere supersonische snelheid mogelijk werd, ook op lagere hoogten. Ook was de brandstofcapaciteit hoger en werden zuiniger turbofans gemonteerd. Belangrijk was ook de introductie van een geavanceerde radar die ook doelwitten onder en boven het toestel kon opsporen en die ook meerdere doelwitten tegelijk kon volgen.
In 1979 ging de MiG-31 in serieproductie. In 1982 werden de eerste toestellen in dienst gesteld bij de Sovjet Luchtverdediging (PVO). Pas in 1985 kon een Noorse piloot er één fotograferen boven de Barentszzee. De MiG-31 werd ingezet voor vele soorten opdrachten en was dan ook veel gevraagd door de Sovjet Luchtmacht. Na het uiteenvallen van de Sovjet-Unie stortten de budgetten voor het onderhoud van de toestellen - en het leger in het algemeen - echter in elkaar. Tegen 1996 werd nog slechts 20% ervan nog onderhouden. Tien jaar later veranderde dit. Met het beleid van president Vladimir Poetin was in 2006 75% van de MiG-31's van de Russische Luchtmacht in dienst. Rusland heeft ongeveer 370 toestellen van de in totaal ongeveer 500 gebouwde stuks.

## Varianten
- MiG-31: Originele vliegtuig.
- MiG-31B: Versie met verbeterde systemen geïntroduceerd in 1990.
- MiG-31BS: Tot 31B verbeterde 31.
- MiG-31E: Minder geavanceerde exportversie van de 31.
- MiG-31F: Multi-inzetbare variant.
- MiG-31BM: Verbeterde 31B.
- MiG-31FE en MiG-31MF: Exportversies van de 31F en de 31BM.
- MiG-31LL: Versie met schietstoel.
- MiG-31M: Geavanceerdere versie uit 1986.
- MiG-31D: Specifieke versie voor antisatellietraketten (2 stuks, 1986).
- MiG-31S: Specifieke versie voor lancering van kleine satellieten.
- MiG-31Eh: Exportversie voor China uit 2000.